# Ozolnieku pagasts
Ozolnieku pagasts er en territorial enhed i Ozolnieku novads i Letland. Pagasten havde 3.951 indbyggere i 2010 og omfatter et areal på 7,87 kvadratkilometer. Hovedbyen i pagasten er Ozolnieki.